# Coelioxys barbata
Coelioxys barbata là một loài Hymenoptera trong họ Megachilidae. Loài này được Schwarz & Michener mô tả khoa học năm 1954.